# Affaire Peter Hullermann
L'affaire Peter Hullermann est à l'origine une affaire judiciaire aboutissant à la condamnation du prêtre allemand Peter Hullermann, mais elle est devenue dès 2010 une affaire médiatique.
Quand Peter Hullermann est accusé d'agressions sexuelles de mineurs en 1979, il est transféré de Rhénanie-du-Nord-Westphalie en Bavière. Après de nouvelles accusations d'agressions sexuelles, dans une paroisse bavaroise, il est condamné en 1986 à dix-huit mois de prison avec sursis.
Cette affaire a des conséquences  médiatiques particulières car elle met en cause le cardinal Joseph Ratzinger (1927-2022) – devenu le pape Benoît XVI en 2005 - à qui il est reproché d'avoir eu connaissance du passé pédophile du prêtre dès janvier 1980 et de ne pas avoir agi pour empêcher ces agressions alors qu'il était archevêque de l'archidiocèse de Munich et Freising. Dans un premier temps Benoit XVI indique ne pas avoir eu connaissance du passé de Peter Hullermann. Puis en janvier 2022, il reconnaît avoir été informé de ces agressions dès janvier 1980 mais nie avoir donné son accord pour que le prêtre reste en contact avec des enfants.

## Historique

### Aspects judiciaires
En 1979, Peter Hullermann, vicaire de Rhénanie-du-Nord-Westphalie, est accusé d’agressions sexuelles sur mineurs par plusieurs parents d'enfants qu'il côtoie à Essen. Il est alors transféré en Bavière où il doit suivre une thérapie psychiatrique. Néanmoins toujours en contact avec des enfants, il poursuit ses agressions à leur encontre. En 1986, il est condamné, par la justice allemande, à dix-huit mois de prison avec sursis pour avoir agressé sexuellement des mineurs dans une paroisse bavaroise. Peter Hullermann est mis à la retraite en 2010 à l'âge de 63 ans,.
En juin 2022, le tribunal de district de Traunstein en Bavière engage une procédure civile préliminaire à la suite d’une ordonnance mettant en cause l’archevêque de Munich de l’époque, Joseph Ratzinger, pour avoir couvert des abus sexuels,.

### Aspects médiatiques
En mars 2010, des journalistes du New York Times mettent en cause le pape Benoit XVI. Joseph Ratzinger aurait été informé de la réaffectation de ce prêtre : « À l'époque le cardinal Ratzinger était en position de lancer des poursuites à l'encontre du prêtre, ou au moins de faire en sorte qu'il n'entre plus en contact avec des enfants. […] Le père Hullermann est passé directement de la honte liée à la suspension de ses fonctions à Essen à la possibilité de travailler sans aucune restriction à Munich, alors même qu'il était décrit comme un danger dans la lettre demandant à ce qu'il soit transféré ». Le Vatican dément ces allégations et explique « le vicaire Gerhard Gruber, a assumé sa pleine responsabilité pour avoir pris la décision erronée de réinsérer H. dans la paroisse ».
En janvier 2022, alors que les théologiens allemands Bernhard Sven Anuth et Norbert Lüdecke  reprochent à Benoît XVI de ne pas avoir informé le Vatican, en 1980, de l'arrivée dans son archidiocèse du prêtre pédophile Peter Hullermann, Benoît XVI adresse, selon le journal allemand Bild, un plaidoyer aux enquêteurs qui traitent les allégations de dissimulations d’abus sexuels dans l'archidiocèse de Munich. Il y indique ne pas avoir eu connaissance, en 1980, du passé pédophile de Peter Hullermann ,.
Le 20 janvier 2022, le cabinet d’avocats Westpfahl Spilker Wastl remet son étude intitulée « Rapport sur les abus sexuels de mineurs et d’adultes vulnérables par des clercs, ainsi que par [d’autres] employés, dans l’archidiocèse de Munich et Freising de 1945 à 2019 ». Celle-ci a été commandée au cabinet indépendant par l'actuel archevêque Reinhard Marx. Ce document met en avant quatre dossiers, y compris l'affaire Peter Hullermann, mal gérés par l’archevêque de l’époque et  futur pape. Ce rapport met aussi en cause les cardinaux Friedrich Wetter pour 21 cas et Reinhard Marx pour 2 cas. Le Saint-Siège déclare qu'il réagira à cette étude après l'avoir étudiée en détail,.
Finalement, Benoît XVI reconnaît, le 24 janvier 2022, avoir participé à la réunion du 15 janvier 1980 sur le devenir du prêtre pédophile. Toutefois il affirme : « aucune décision n’a été prise sur l’attribution d’une mission pastorale au prêtre concerné ». Il s'agissait, selon celui qui était son archevêque à l'époque et donc son supérieur hiérarchique, de lui attribuer un logement pour suivre sa thérapie. Néanmoins quelques semaines après son arrivée dans sa nouvelle affectation, Peter Hullermann s'occupe de mineurs.
En février 2023, le média Katholische Nachrichtenagentur (KNA), rapporte une correspondance, datant de 1986, entre le vicaire général adjoint de Munich, Bernhard Egger et Joseph Ratzinger. Ce dernier approuve une dérogation, pour l'utilisation pendant la messe de jus de raisin au lieu de vin, de par une « intolérance absolue à l’alcool » car le prêtre a commis des délits en « état d’ébriété ». Ainsi Joseph Ratzinger est informé des agissements criminels du prêtre. Or, rien n’a été engagé à l'encontre de Peter Hullermann.